# Yannick Le Saux
Yannick Le Saux (Rennes, 13 maggio 1965) è un ex calciatore francese, di ruolo attaccante.

## Carriera

### Calciatore
Gioca tutta la sua carriera in patria, in particolare in Ligue 2, nella quale mette insieme 187 presenze con le maglie di Guingamp, Orléans, Laval, Stade Briochin e Red Star. Fa inoltre varie presenze nelle leghe minori francesi. Nel 1994 mentre giocava per lo Stade Briochin si laurea miglior marcatore del campionato di Division 2.

## Palmarès

### Individuale
- Capocannoniere della Division 2: 1

1993-1994 (27 gol)